# Béta-apo-8′-karotinsav-etil-észter
A β-apo-8′-karotinsav-etil-észter (más néven etil-β-apo-8′-karotinát vagy β-apo-8′-karotinsav etil-észtere) természetes, növényekben is megtalálható színanyag, melyet ipari méretekben a béta-apo-8′-karotinalból (E160e) állítottak elő. Vízben részben oldékony, etanolban nem oldható. Az EU-ban E 160f néven volt engedélyezve, mivel azonban gyártását leállították, az Európai Élelmiszerbiztonsági Hatóság nem végezte el az újraértékelését, és így kikerült az EU-ban engedélyezett élelmiszer-adalékok jegyzékéből.